# Alex Delvecchio
Alexander Peter Delvecchio (Fort William, Ontario, Canadá; 4 de diciembre de 1931 – Rochester, Míchigan, Estados Unidos; 1 de julio de 2025) fue un jugador y entrenador de hockey sobre hielo canadiense. 

## Carrera deportiva
Jugaba en las posiciones de centro y ala izquierda y desarrolló toda su carrera en los Detroit Red Wings de la National Hockey League (NHL).

## Estadísticas

### Jugador
|           |                       |           |       | Temporada Regular | Temporada Regular | Temporada Regular | Temporada Regular | Temporada Regular |    | Playoffs | Playoffs | Playoffs | Playoffs | Playoffs |
| Temporada | Equipo                | Liga      | PJ    | G                 | A                 | Pts               | PIM               | PJ                | G  | A        | Pts      | PIM      |          |          |
| --------- | --------------------- | --------- | ----- | ----------------- | ----------------- | ----------------- | ----------------- | ----------------- | -- | -------- | -------- | -------- | -------- | -------- |
| 1947–48   | Fort William Rangers  | TBJHL     | 1     | 0                 | 0                 | 0                 | 0                 | —                 | —  | —        | —        | —        |          |          |
| 1948–49   | Fort William Rangers  | TBJHL     | 12    | 16                | 8                 | 24                | 53                | 1                 | 2  | 0        | 2        | 0        |          |          |
| 1948–49   | Port Arthur Bruins    | M-Cup     | —     | —                 | —                 | —                 | —                 | 5                 | 2  | 2        | 4        | 1        |          |          |
| 1949–50   | Fort William Rangers  | TBJHL     | 18    | 16                | 20                | 36                | 36                | 5                 | 4  | 4        | 8        | 15       |          |          |
| 1950–51   | Oshawa Generals       | OHA       | 54    | 49                | 72                | 121               | 36                | 5                 | 4  | 10       | 14       | 5        |          |          |
| 1950–51   | Detroit Red Wings     | NHL       | 1     | 0                 | 0                 | 0                 | 0                 | —                 | —  | —        | —        | —        |          |          |
| 1951–52   | Detroit Red Wings     | NHL       | 65    | 15                | 22                | 37                | 22                | 8                 | 0  | 3        | 3        | 4        |          |          |
| 1951–52   | Indianapolis Capitals | AHL       | 6     | 3                 | 6                 | 9                 | 4                 | —                 | —  | —        | —        | —        |          |          |
| 1952–53   | Detroit Red Wings     | NHL       | 70    | 16                | 43                | 59                | 28                | 6                 | 2  | 4        | 6        | 2        |          |          |
| 1953–54   | Detroit Red Wings     | NHL       | 69    | 11                | 18                | 29                | 34                | 12                | 2  | 7        | 9        | 7        |          |          |
| 1954–55   | Detroit Red Wings     | NHL       | 70    | 17                | 31                | 48                | 37                | 11                | 7  | 8        | 15       | 2        |          |          |
| 1955–56   | Detroit Red Wings     | NHL       | 70    | 25                | 26                | 51                | 24                | 10                | 7  | 3        | 10       | 2        |          |          |
| 1956–57   | Detroit Red Wings     | NHL       | 48    | 16                | 25                | 41                | 8                 | 5                 | 3  | 2        | 5        | 2        |          |          |
| 1957–58   | Detroit Red Wings     | NHL       | 70    | 21                | 38                | 59                | 22                | 4                 | 0  | 1        | 1        | -        |          |          |
| 1958–59   | Detroit Red Wings     | NHL       | 70    | 19                | 35                | 54                | 6                 | —                 | —  | —        | —        | —        |          |          |
| 1959–60   | Detroit Red Wings     | NHL       | 70    | 19                | 28                | 47                | 8                 | 6                 | 2  | 6        | 8        | 0        |          |          |
| 1960–61   | Detroit Red Wings     | NHL       | 70    | 27                | 35                | 62                | 26                | 11                | 4  | 5        | 9        | 0        |          |          |
| 1961–62   | Detroit Red Wings     | NHL       | 70    | 26                | 43                | 69                | 18                | —                 | —  | —        | —        | —        |          |          |
| 1962–63   | Detroit Red Wings     | NHL       | 70    | 20                | 44                | 64                | 8                 | 11                | 3  | 6        | 9        | 2        |          |          |
| 1963–64   | Detroit Red Wings     | NHL       | 70    | 23                | 30                | 53                | 11                | 14                | 3  | 8        |          |          |          |          |
| 1964–65   | Detroit Red Wings     | NHL       | 68    | 25                | 42                | 67                | 16                | 7                 | 2  | 3        | 5        | 4        |          |          |
| 1965–66   | Detroit Red Wings     | NHL       | 70    | 31                | 38                | 69                | 16                | 12                | 0  | 11       | 11       | 4        |          |          |
| 1966–67   | Detroit Red Wings     | NHL       | 70    | 17                | 38                | 55                | 10                | —                 | —  | —        | —        | —        |          |          |
| 1967–68   | Detroit Red Wings     | NHL       | 74    | 22                | 48                | 70                | 14                | —                 | —  | —        | —        | —        |          |          |
| 1968–69   | Detroit Red Wings     | NHL       | 72    | 25                | 58                | 83                | 8                 | —                 | —  | —        | —        | —        |          |          |
| 1969–70   | Detroit Red Wings     | NHL       | 73    | 21                | 47                | 68                | 24                | 4                 | 0  | 2        | 2        | 0        |          |          |
| 1970–71   | Detroit Red Wings     | NHL       | 77    | 21                | 34                | 55                | 6                 | —                 | —  | —        | —        | —        |          |          |
| 1971–72   | Detroit Red Wings     | NHL       | 75    | 20                | 45                | 65                | 22                | —                 | —  | —        | —        | —        |          |          |
| 1972–73   | Detroit Red Wings     | NHL       | 77    | 18                | 53                | 71                | 13                | —                 | —  | —        | —        | —        |          |          |
| 1973–74   | Detroit Red Wings     | NHL       | 11    | 1                 | 4                 | 5                 | 2                 | —                 | —  | —        | —        | —        |          |          |
| Total NHL | Total NHL             | Total NHL | 1,550 | 456               | 825               | 1,281             | 383               | 121               | 35 | 69       | 104      | 29       |          |          |

- Fuente:[3]

### Entrenador
| Equipo            | Año     | Temporada Regular | Temporada Regular | Temporada Regular | Temporada Regular | Temporada Regular | Temporada Regular | Playoffs     |
| Equipo            | Año     | PJ                | G                 | P                 | E                 | Pts               | Posición          | Resultado    |
| ----------------- | ------- | ----------------- | ----------------- | ----------------- | ----------------- | ----------------- | ----------------- | ------------ |
| Detroit Red Wings | 1973–74 | 67                | 27                | 31                | 9                 | 63                | 6° en el Este     | No clasificó |
| Detroit Red Wings | 1974–75 | 80                | 23                | 45                | 12                | 58                | 4° en Norris      | No clasificó |
| Detroit Red Wings | 1975–76 | 54                | 19                | 29                | 6                 | 44                | 4° en Norris      | No clasificó |
| Detroit Red Wings | 1976–77 | 44                | 13                | 26                | 5                 | 31                | 5° en Norris      | Renunció     |
| Total             | Total   | 245               | 82                | 131               | 32                |                   |                   |              |

## Tras el retiro

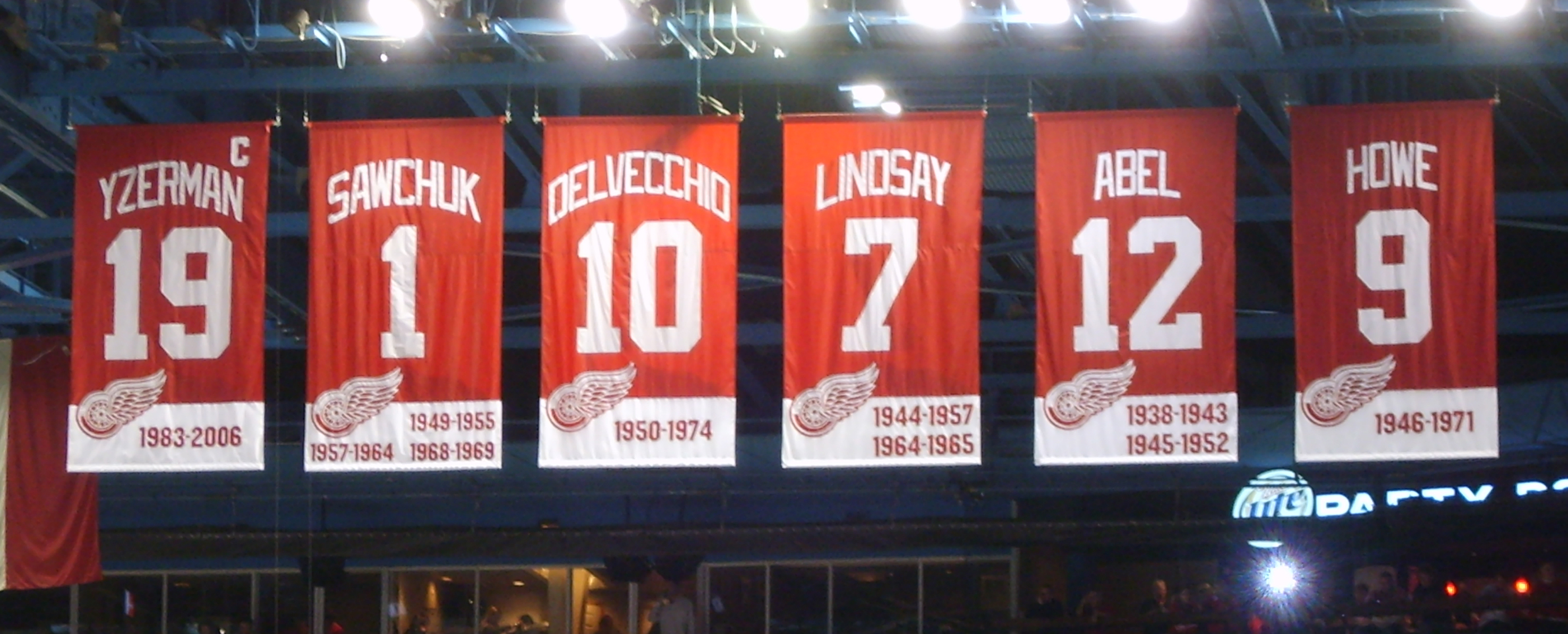
El #10 de Delvecchio en el Joe Louis Arena.

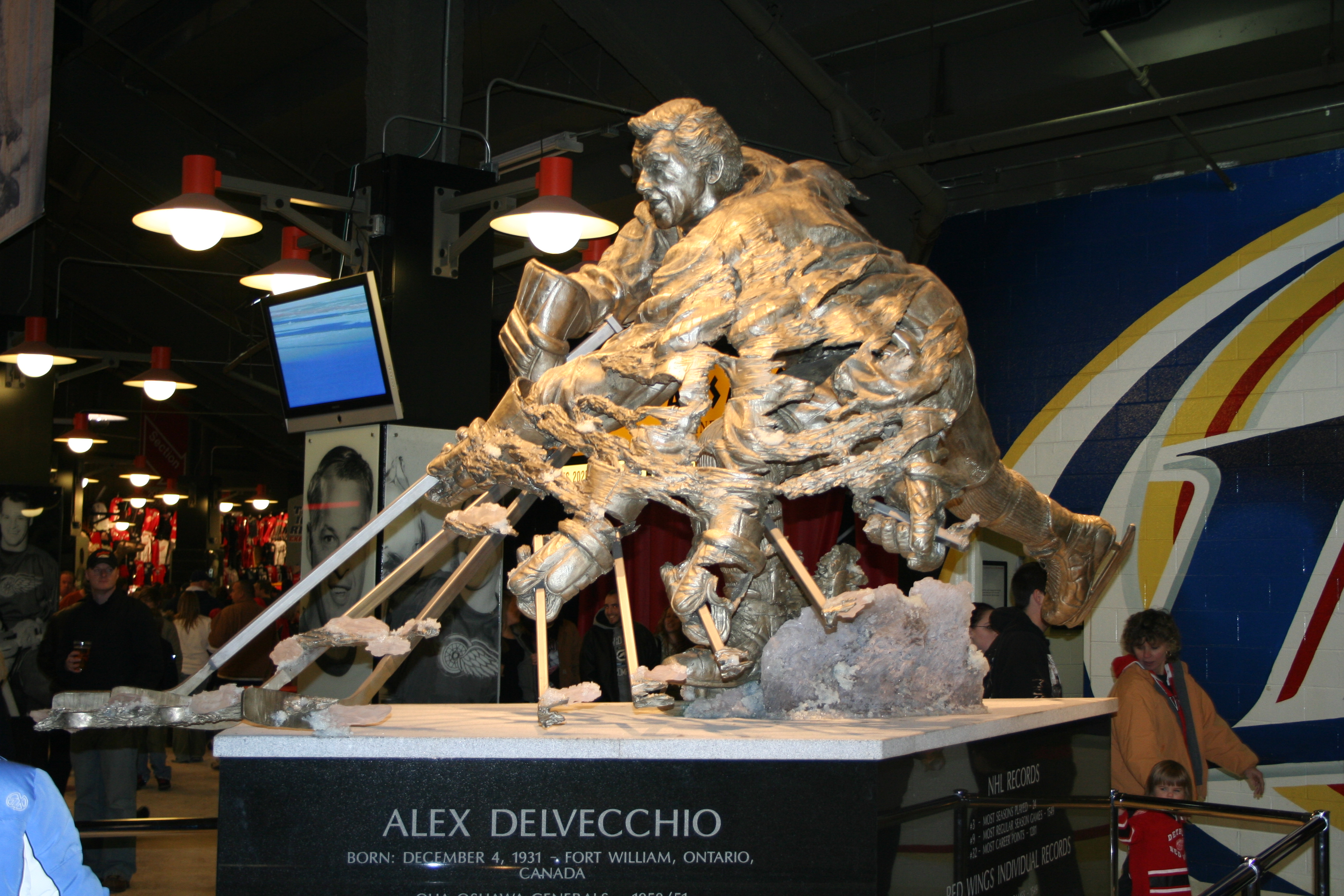
Estatua de Delvecchio en el Joe Louis Arena.

Luego de dejar su puesto de entrenador en 1977 fundó Alex Delvecchio Enterprises, empresa encargada en hacer placas de piedra, señales y productos promocionales. Delvecchio fue nombrado "Miembro Honorario" de los Detroit Red Wings por la Asociación de Alumnos y también se dedicó a hacer donaciones en Metro Detroit. Al momento de su retiro era el segundo lugar en las estadísticas ofensivas en la historia de los Red Wings. Posteriormente sus registros fueron superados por Steve Yzerman en goles y por Nicklas Lidström en asistencias, pero es uno de los que ha jugado más partidos con los Red Wings.

## Logros
- Tercer lugar en la lista de todos los tiempos en partidos jugados con los Red Wings (solo detrás de Nicklas Lidström y Gordie Howe).
- Al retirarse era el líder en estadísticas con un solo equipo; superado por Lidstrom en 2012, pero sigue siendo el récord entre jugadores ofensivos.
- Tres veces campeón de la Stanley Cup en 1952, 1954 y 1955.
- Segundo equipo All-Star en 1953 (como centro) y 1959 (como ala izquierda).
- Jugó 13 en el All-Star Game (1953, 1954, 1955, 1956, 1957, 1958, 1959, 1961, 1962, 1963, 1964, 1965 y 1967), marca que en la actualidad solo han superado seis jugadores.
- Fue capitán de los Red Wings por 12 años, solo superado por Steve Yzerman.
- Undécimo en la historia de la NHL en partidos jugados y 27 en puntos anotados.
- Tercer en puntos y goles, cuarto en asistencias en la historia de los Red Wings.
- N°82 en la lista de los 100 mejores jugadores de la historia en hockey sobre hielo en 1998.
- N°10 retirado en los Red Wings el 10 de noviembre de 1991.
- El 16 de octubre de 2008 los Red Wings revelaron su estatua hecha por Omri R. Amrany.
- Nombrado en la lista de los "100 Greatest NHL Players" en enero de 2017.[6]